# Basim Qasim
Basim Qasim (ur. 22 marca 1959) – iracki piłkarz i trener, reprezentant kraju.

## Kariera
W 1986 roku został powołany przez trenera Evaristo de Macedo na Mistrzostwa Świata 1986, gdzie reprezentacja Iraku odpadła w fazie grupowej.
Jako trener pracował w Duhok SC, Zakho FC i Al-Shorta. Od 2012 trener Sulaymaniya FC.